# A patikus
A patikus (Lo Speziale) Joseph Haydn 1768. szeptember 28-án Eszterházán bemutatott háromfelvonásos vígoperája. Az operát 1895-ben Robert Hirschfeld egyfelvonásossá dolgozta át, az eredeti háromfelvonásos partitúrát később Fabio Maestri rekonstruálta.

## Az opera szereplői
| Szereplő                        | Hangfekvés                          |
| ------------------------------- | ----------------------------------- |
| Sempronio, patikus              | tenor                               |
| Mengone, a segédje              | tenor                               |
| Griletta, Sempronio gyámleáynya | koloratúrszoprán vagy szoprán       |
| Volpino, az előbbi udvarlója    | alt, vagy mezzoszoprán vagy szoprán |

- Kórus: inasok, szomszédok, személyzet, török kíséret,
- Történik: Itáliában, a 18. században, egy patikában
- Játékidő: 78 perc (az átdolgozott verzió egyórás)

## Az opera cselekménye

### I. felvonás
Az idősödő Sempronio egyre kevesebbet törődik mesterségével, inkább naphosszat újságot és úti beszámolókat olvasgat. Ezenkívül már régen tervezi, hogy elveszi feleségül gazdag gyámleányát. Grillettának azonban a fiatal patikussegéd, Mengone tetszik, aki elsősorban az ő kedvéért állt be a patikushoz mindenesnek. Volpino szeme is megakadt a csinos gyámleányon, így minden alkalmat megragad, hogy felkeresse a patikát. Sempronio egy alkalommal éppen Volpino receptjét készítgeti, amikor rajtakapja a fiatalokat csókolózás közben. Dühbe gurul és elhatározza, hogy minél hamarabb oltár elé vezeti Grillettát. 

### II. felvonás
Volpino azzal keresi fel Semproniót, hogy jó barátja, egy török pasa, hamarosan a városba fog érkezni, hogy egy küszöbön álló háború miatt szultánja számára patikust keressen. Ő persze szívesen beajánlja a pasánál régi barátját, ha Sempronio támogatásáért cserébe neki ígéri Grilletta kezét. A patikus ebbe készségesen bele is egyezik. Természetesen Volpino meséjéből egy szó sem igaz, és Semproniónak esze ágába sincs feleségül adni hozzá gyámleányát. Amíg barátja az állítólagos török pasához siet, addig ő Mengonéval gyorsan jegyzőt hívat, hogy mire Volpino visszatér, ő és Grilette már férj és feleség lehessenek. Csakhogy ezután két jegyző jelenik meg, akik nem mások, mint a két udvarló álruhában. A két jegyző vitába keveredik, és mindkettő váltig állítja, hogy ő volt itt előbb. A patikus végül mindkettőjükkel lediktáltatja a házassági szerződés szövegét. Az ő neve helyett azonban mindkét férfi a saját nevét írja az iratra férjjelöltként. Amikor a vőlegény aláírására kerülne sor, lelepleződnek Sempronio előtt, aki elkergeti őket. 

### III. felvonás
Volpino ezúttal pasának öltözve állít be a patikushoz, és megkéri Grilletta kezét barátja, Volpino számára. Sempronio ezt kereken megtagadja, a pasa pedig éktelen haragra gerjed és mindent összetör, ami a keze ügyébe akad. Grilletta eközben felismeri Volpinót, akinek ezután menekülnie kell a feldühödött patikus elől. Ezután két efendi toppan be, akik uruknak követelik Grilletta kezét. Semproniónak ez már túl sok. Belátja, hogy nem való neki ez a sok izgalom. Megadja magát és aláír egy kötelezvényt, amelyben lemond gyámleánya kezéről Mengone javára. A váratlan fordulat meglepi az efendiket, akik hirtelen Grillettává és Mengonévé változnak (ugyanis ők voltak azok álruhában), és boldogan kezdik el kézfogójuk előkészületeit.

## Az opera utóélete
Az 1768-as premieren meleg fogadtatásban részesült operát Haydn két évvel később Bécsben is bemutatta koncertszerűen Sommerau báró mariahilfi kastélyában, egy zártkörű előadás keretein belül. Az előadást másnap megismételték egy másik nemesi család kastélyában is. Az opera partitúrája ezután az Fertődi Esterházy-kastély könyvtárába került, ahol az 1779 márciusában kitört tűzvészben a harmadik felvonás jelentős része megsemmisült. Ezután egyes részei máig nem tisztázott körülmények között tűntek el. A partitúra autográf kéziratából (amit az Országos Széchényi Könyvtárban őriznek) ma hiányzik a nyitány, Mengone bevezetője, áriájának első része, illetve a harmadik felvonás jelentős zenei anyaga.
1895-ben a drezdai bemutató alkalmából Robert Hirscfeld (1858–1914) osztrák zenetudós egészítette ki a partitúrát, a darabot egyfelvonásossá vonta össze, a szöveget pedig szabad átköltésben német nyelvre ültette át. A zenei anyagot az Orlando lovag című Haydn-opera egyik kettősével és áriájával egészítette ki. A drezdai bemutató után ezt a változatot vitték színre még ugyanabban az évben Hamburgban és Bázelben, majd a 20. század első felében Európa több városában is. Hirscfeld átdolgozásában játszották a darabot a Magyar Állami Operaházban is az 1932-es budapesti ősbemutatón. 
Az 1980-as években Faio Maestri rekonstruálta az opera eredeti, háromfelvonásos változatát a Bécsben őrzött librettó, valamint korabeli kottakiadványok alapján. A nyitányt egy 1782-es kiadvány, Menonge áriájának első részét pedig a közbeiktatott recitativo alapján állította helyre. A III. felvonás hiányzó részeit a nyitány dallamaiból állította össze. Ezenkívül saját szerzeményeivel pótolt néhány recitativót, illetve Volpino elveszett III. felvonásbeli áriáját egy Haydn szólóáriával helyettesítette. A recitativók kíséretét az ő változatában cselló, bőgő és csembaló alkotja.

## Az opera zenéje
Haydn teljesen az olasz opera buffa stílusát követte, az egyes zárt számokat secco recitativókkal kötötte össze. A háromrészes, jól szerkesztett nyitányt olykor kifejezetten bravúrosan és ötletesen szerkesztett áriák és együttesek követik. Egy helyen törökös elemek is felbukkannak a partitúrában. Sempronio és Mengone azonos szólamba helyezése eltér a korabeli olasz gyakorlattól: a szerelmi riválisok szembenállását általában egy basszus és egy tenor szólam szembeállításával tették szemléletesebbé a komponisták. Haydn megoldása ezzel szemben életszerűbbé volt képes formálni a patikus és segédje közti versengést. Az opera legsikerültebb részlete kétségtelenül a két áljegyző hangnemváltásokkal kísért megjelenése a második felvonásban. A patikus  a Mozart vígoperák előtti buffo irodalom egyik értékes alkotása.

## Felvételek
- Grilette – Cinzia Forte, Volpino – Daniela Broganelli, Mengone – Paolo Pellegrini, Sempronio – Manuel Beltram Gil. Közreműködik az Orchestra da Camera in Canto. Vezényel: Fabio Maestri. A felvétel helye és ideje: Narni, Teatro S. Giordan, 1993. december 8–11., élő előadás felvétel. A kiadás éve: Bongiovanni, 2171/72-2, 2 CD DDD Stereo. Megjegyzés: a felvétel az olasz nyelvű, háromfelvonásos, Fabio Maestri által rekonstruált verziót tartalmazza. Az 1. CD-n függelékként szerepel Griletta I. felvonásbeli alternatív áriája is.

- Griletta – Kalmár Magda, Volpino – Kincses Veronika, Mengone – Fülöp Attila, Sempronio – Rozsos István. Közreműködik a Liszt Ferenc Kamarazenekar. Vezényel: Lehel György. A felvétel helye és ideje: Budapest, 1978. A kiadás éve: 1991. Hungaroton HCD 11926-2, 2. CD. Megjegyzés: ugyancsak az opera olasz nyelvű, háromfelvonásos CD-kiadása, az előzőtől eltérően egy másik átdolgozást követ.

- Griletta – Antonella Manotti, Volpino – Carmen Gonzales,  Mengone – William Matteuzzi,  Sempronio – Luigi Alva. Közreműködik az Orcestra della Svizzera Italiana. Vezényel: Marc Andreae. A felvétel helye és ideje: Congress Palace, Lugano, Svájc, 1982. Kiadó: Cascade Gmbh. DVD 4028462800200.

Az opera német nyelvű, egyfelvonásos változata Der Apotheker címen kiadásra került hanglemezen, de CD-n nem jelent meg. Így jelenleg nincs kereskedelmi forgalomban.